# Fontana dei Quattro del Molo
La fontana dei Quattro del Molo era una fontana monumentale di Napoli, originariamente sita presso la punta del molo grande (oggi scomparso e sostituito dalla stazione marittima).
Essa fu eretta per volere dell'allora viceré spagnolo Pietro Afan di Ribera duca d'Alcalà, che la commissionò a Giovanni Merliano da Nola.
Essa doveva il suo nome alle quattro gigantesche statue che rappresentavano il Tigri, l'Eufrate, il Gange ed il Nilo, cioè i più grandi fiumi dell'umanità allora conosciuti, da cui scorrevano getti d'acqua nella vasca sottostante, dalla quale sporgeva un cippo tondo con le effigie di Apollo, del Sebeto e delle Sirene.
La fontana, iniziata dal Merliano in tarda età, dopo la sua morte venne completata dall'allievo Giovanni Domenico D'Auria, coadiuvato da Annibale Caccavello. Durante il viceregno di Pietro Antonio d'Aragona le statue furono rimosse per essere riposizionate - così il viceré aveva deliberato - nella nuova darsena. Furono invece spedite in Spagna per essere collocate nei giardini ornamentali della sua casa. Nel 1628 Domenico Basile dedicò la sua opera poetica a questa fontana.
Scomparsa la fontana, fatta trasportare in Spagna dal Vicere Andonio d'Aragona, fu rimpiazzata da un'altra fontana di marmo, detta della Nautica, durante il regno di Carlo di Borbone. Era posta vicino alla lanterna (il faro), alla fine del molo, ed era composta da una piramide quadrangolare al centro di una grande tazza, attorniata da mostri marini; sulla piramide era collocata una statua di marmo rappresentante la Nautica con una cornucopia di frutti nella destra ed un timone nella sinistra. Nei quattro lati della piramide c'erano altrettante iscrizioni. In una di queste c'era la data di realizzazione della fontana: 1740. Anche questa fontana non ebbe sorte felice: già alla fine del secolo la si indica come rudere. L'unica testimonianza figurativa della fontana della Nautica è costituita dal dipinto di Antonio Joli intitolato La via del molo ed eseguito nel periodo di costruzione della fontana.